# Schlesische Jugend
Schlesische Jugend (pol. Młodzież Śląska) – obok Bund Junges Ostpreußen, jedna z dwóch organizacji młodzieżowych Związku Wypędzonych. Skupia młodych Ślązaków i nie-Ślązaków zainteresowanych Śląskiem zamieszkujących na terenie Niemiec. Większość grup tej organizacji to grupy folklorystyczne.
Siedziba organizacji została przeniesiona w styczniu 2002 roku z Bonn do Görlitz.  
SJ przewodniczący:
- Hartmut Stelzer
- Hartmut Koschyk
- Renate Sappelt
- Jürgen Hösl-Daum
- Christoph Wylezol
- Adam Stein
- Gernod Kresse
- Fabian Rimbach

## Kontrowersje
Kontrowersje wiążą się z byłym działaczem organizacji - Jürgenem Hösl-Daumem, odpowiadającym się za delegalizacją dekretów dotyczących powojennych deportacji Niemców i zwrotu pozostawionej niemieckiej własności.  Kontrowersje wywołała jego wypowiedź z 2000 roku: „Noc kryształowa to wymysł Martina Luthera” i „Pisz pan lepiej o mordujących się ciemnoskórych (o. T „Neger“) w Afryce i daj mi spokój z tymi historiami sprzed 60 lat”.
W 2004 roku Hösl-Daum został zatrzymany w Polsce w trakcie naklejania plakatów dotyczących przestępstw popełnianych na niemieckich wysiedleńcach. Podobne plakaty rozwieszono też w Görlitz i Zittau. Jesienią 2005 Hösl-Daum i jego dwaj współsprawcy zostali skazani na karę grzywny przez sąd w Jeleniej Górze. Hösl-Daum został wykluczony z członkostwa w Schlesische Jugend. Organizacja ta potępiła oficjalnie działalność Hösl-Dauma. 